# Unicodeblock Tamilisch
Der Unicodeblock Tamilisch (engl. Tamil, U+0B80 bis U+0BFF) enthält die Tamilische Schrift.

## Tabelle
| Unicodenummer | Zeichen (400 %) | Kategorie                               | Bidirektionale Klasse       | Offizielle Bezeichnung    | Beschreibung                     |
| ------------- | --------------- | --------------------------------------- | --------------------------- | ------------------------- | -------------------------------- |
| U+0B82 (2946) | ஂ                | Markierung ohne Extrabreite             | Markierung ohne Extrabreite | TAMIL SIGN ANUSVARA       | Tamilisches Zeichen Anusvara     |
| U+0B83 (2947) | ஃ               | anderer Buchstabe, Silbe oder Ideogramm | links nach rechts           | TAMIL SIGN VISARGA        | Tamilisches Zeichen Visarga      |
| U+0B85 (2949) | அ               | anderer Buchstabe, Silbe oder Ideogramm | links nach rechts           | TAMIL LETTER A            | Tamilischer Buchstabe A          |
| U+0B86 (2950) | ஆ               | anderer Buchstabe, Silbe oder Ideogramm | links nach rechts           | TAMIL LETTER AA           | Tamilischer Buchstabe Aa         |
| U+0B87 (2951) | இ               | anderer Buchstabe, Silbe oder Ideogramm | links nach rechts           | TAMIL LETTER I            | Tamilischer Buchstabe I          |
| U+0B88 (2952) | ஈ               | anderer Buchstabe, Silbe oder Ideogramm | links nach rechts           | TAMIL LETTER II           | Tamilischer Buchstabe Ii         |
| U+0B89 (2953) | உ               | anderer Buchstabe, Silbe oder Ideogramm | links nach rechts           | TAMIL LETTER U            | Tamilischer Buchstabe U          |
| U+0B8A (2954) | ஊ               | anderer Buchstabe, Silbe oder Ideogramm | links nach rechts           | TAMIL LETTER UU           | Tamilischer Buchstabe Uu         |
| U+0B8E (2958) | எ               | anderer Buchstabe, Silbe oder Ideogramm | links nach rechts           | TAMIL LETTER E            | Tamilischer Buchstabe E          |
| U+0B8F (2959) | ஏ               | anderer Buchstabe, Silbe oder Ideogramm | links nach rechts           | TAMIL LETTER EE           | Tamilischer Buchstabe Ee         |
| U+0B90 (2960) | ஐ               | anderer Buchstabe, Silbe oder Ideogramm | links nach rechts           | TAMIL LETTER AI           | Tamilischer Buchstabe Ai         |
| U+0B92 (2962) | ஒ               | anderer Buchstabe, Silbe oder Ideogramm | links nach rechts           | TAMIL LETTER O            | Tamilischer Buchstabe O          |
| U+0B93 (2963) | ஓ               | anderer Buchstabe, Silbe oder Ideogramm | links nach rechts           | TAMIL LETTER OO           | Tamilischer Buchstabe Oo         |
| U+0B94 (2964) | ஔ               | anderer Buchstabe, Silbe oder Ideogramm | links nach rechts           | TAMIL LETTER AU           | Tamilischer Buchstabe Au         |
| U+0B95 (2965) | க               | anderer Buchstabe, Silbe oder Ideogramm | links nach rechts           | TAMIL LETTER KA           | Tamilischer Buchstabe Ka         |
| U+0B99 (2969) | ங               | anderer Buchstabe, Silbe oder Ideogramm | links nach rechts           | TAMIL LETTER NGA          | Tamilischer Buchstabe Nga        |
| U+0B9A (2970) | ச               | anderer Buchstabe, Silbe oder Ideogramm | links nach rechts           | TAMIL LETTER CA           | Tamilischer Buchstabe Ca         |
| U+0B9C (2972) | ஜ               | anderer Buchstabe, Silbe oder Ideogramm | links nach rechts           | TAMIL LETTER JA           | Tamilischer Buchstabe Ja (ஜ்)     |
| U+0B9E (2974) | ஞ               | anderer Buchstabe, Silbe oder Ideogramm | links nach rechts           | TAMIL LETTER NYA          | Tamilischer Buchstabe Nya        |
| U+0B9F (2975) | ட               | anderer Buchstabe, Silbe oder Ideogramm | links nach rechts           | TAMIL LETTER TTA          | Tamilischer Buchstabe Tta        |
| U+0BA3 (2979) | ண               | anderer Buchstabe, Silbe oder Ideogramm | links nach rechts           | TAMIL LETTER NNA          | Tamilischer Buchstabe Nna        |
| U+0BA4 (2980) | த               | anderer Buchstabe, Silbe oder Ideogramm | links nach rechts           | TAMIL LETTER TA           | Tamilischer Buchstabe Ta         |
| U+0BA8 (2984) | ந               | anderer Buchstabe, Silbe oder Ideogramm | links nach rechts           | TAMIL LETTER NA           | Tamilischer Buchstabe Na         |
| U+0BA9 (2985) | ன               | anderer Buchstabe, Silbe oder Ideogramm | links nach rechts           | TAMIL LETTER NNNA         | Tamilischer Buchstabe Nnna       |
| U+0BAA (2986) | ப               | anderer Buchstabe, Silbe oder Ideogramm | links nach rechts           | TAMIL LETTER PA           | Tamilischer Buchstabe Pa         |
| U+0BAE (2990) | ம               | anderer Buchstabe, Silbe oder Ideogramm | links nach rechts           | TAMIL LETTER MA           | Tamilischer Buchstabe Ma         |
| U+0BAF (2991) | ய               | anderer Buchstabe, Silbe oder Ideogramm | links nach rechts           | TAMIL LETTER YA           | Tamilischer Buchstabe Ya         |
| U+0BB0 (2992) | ர               | anderer Buchstabe, Silbe oder Ideogramm | links nach rechts           | TAMIL LETTER RA           | Tamilischer Buchstabe Ra         |
| U+0BB1 (2993) | ற               | anderer Buchstabe, Silbe oder Ideogramm | links nach rechts           | TAMIL LETTER RRA          | Tamilischer Buchstabe Rra        |
| U+0BB2 (2994) | ல               | anderer Buchstabe, Silbe oder Ideogramm | links nach rechts           | TAMIL LETTER LA           | Tamilischer Buchstabe La         |
| U+0BB3 (2995) | ள               | anderer Buchstabe, Silbe oder Ideogramm | links nach rechts           | TAMIL LETTER LLA          | Tamilischer Buchstabe Lla        |
| U+0BB4 (2996) | ழ               | anderer Buchstabe, Silbe oder Ideogramm | links nach rechts           | TAMIL LETTER LLLA         | Tamilischer Buchstabe Llla       |
| U+0BB5 (2997) | வ               | anderer Buchstabe, Silbe oder Ideogramm | links nach rechts           | TAMIL LETTER VA           | Tamilischer Buchstabe Va         |
| U+0BB6 (2998) | ஶ               | anderer Buchstabe, Silbe oder Ideogramm | links nach rechts           | TAMIL LETTER SHA          | Tamilischer Buchstabe Sha        |
| U+0BB7 (2999) | ஷ               | anderer Buchstabe, Silbe oder Ideogramm | links nach rechts           | TAMIL LETTER SSA          | Tamilischer Buchstabe Ssa        |
| U+0BB8 (3000) | ஸ               | anderer Buchstabe, Silbe oder Ideogramm | links nach rechts           | TAMIL LETTER SA           | Tamilischer Buchstabe Sa         |
| U+0BB9 (3001) | ஹ               | anderer Buchstabe, Silbe oder Ideogramm | links nach rechts           | TAMIL LETTER HA           | Tamilischer Buchstabe Ha         |
| U+0BBE (3006) | ா                | Markierung mit Extrabreite              | links nach rechts           | TAMIL VOWEL SIGN AA       | Tamilisches Vokalzeichen Aa      |
| U+0BBF (3007) | ி                | Markierung mit Extrabreite              | links nach rechts           | TAMIL VOWEL SIGN I        | Tamilisches Vokalzeichen I       |
| U+0BC0 (3008) | ீ                | Markierung ohne Extrabreite             | Markierung ohne Extrabreite | TAMIL VOWEL SIGN II       | Tamilisches Vokalzeichen Ii      |
| U+0BC1 (3009) | ு                | Markierung mit Extrabreite              | links nach rechts           | TAMIL VOWEL SIGN U        | Tamilisches Vokalzeichen U       |
| U+0BC2 (3010) | ூ                | Markierung mit Extrabreite              | links nach rechts           | TAMIL VOWEL SIGN UU       | Tamilisches Vokalzeichen Uu      |
| U+0BC6 (3014) | ெ                | Markierung mit Extrabreite              | links nach rechts           | TAMIL VOWEL SIGN E        | Tamilisches Vokalzeichen E       |
| U+0BC7 (3015) | ே                | Markierung mit Extrabreite              | links nach rechts           | TAMIL VOWEL SIGN EE       | Tamilisches Vokalzeichen Ee      |
| U+0BC8 (3016) | ை                | Markierung mit Extrabreite              | links nach rechts           | TAMIL VOWEL SIGN AI       | Tamilisches Vokalzeichen Ai      |
| U+0BCA (3018) | ொ                | Markierung mit Extrabreite              | links nach rechts           | TAMIL VOWEL SIGN O        | Tamilisches Vokalzeichen O       |
| U+0BCB (3019) | ோ                | Markierung mit Extrabreite              | links nach rechts           | TAMIL VOWEL SIGN OO       | Tamilisches Vokalzeichen Oo      |
| U+0BCC (3020) | ௌ                | Markierung mit Extrabreite              | links nach rechts           | TAMIL VOWEL SIGN AU       | Tamilisches Vokalzeichen Au      |
| U+0BCD (3021) | ்                | Markierung ohne Extrabreite             | Markierung ohne Extrabreite | TAMIL SIGN VIRAMA         | Tamilisches Zeichen Virama       |
| U+0BD0 (3024) | ௐ               | anderer Buchstabe, Silbe oder Ideogramm | links nach rechts           | TAMIL OM                  | Tamilisches Om                   |
| U+0BD7 (3031) | ௗ                | Markierung mit Extrabreite              | links nach rechts           | TAMIL AU LENGTH MARK      | Tamilisches Au-Längenzeichen     |
| U+0BE6 (3046) | ௦               | Dezimalziffer                           | links nach rechts           | TAMIL DIGIT ZERO          | Tamilische Ziffer Null           |
| U+0BE7 (3047) | ௧               | Dezimalziffer                           | links nach rechts           | TAMIL DIGIT ONE           | Tamilische Ziffer Eins           |
| U+0BE8 (3048) | ௨               | Dezimalziffer                           | links nach rechts           | TAMIL DIGIT TWO           | Tamilische Ziffer Zwei           |
| U+0BE9 (3049) | ௩               | Dezimalziffer                           | links nach rechts           | TAMIL DIGIT THREE         | Tamilische Ziffer Drei           |
| U+0BEA (3050) | ௪               | Dezimalziffer                           | links nach rechts           | TAMIL DIGIT FOUR          | Tamilische Ziffer Vier           |
| U+0BEB (3051) | ௫               | Dezimalziffer                           | links nach rechts           | TAMIL DIGIT FIVE          | Tamilische Ziffer Fünf           |
| U+0BEC (3052) | ௬               | Dezimalziffer                           | links nach rechts           | TAMIL DIGIT SIX           | Tamilische Ziffer Sechs          |
| U+0BED (3053) | ௭               | Dezimalziffer                           | links nach rechts           | TAMIL DIGIT SEVEN         | Tamilische Ziffer Sieben         |
| U+0BEE (3054) | ௮               | Dezimalziffer                           | links nach rechts           | TAMIL DIGIT EIGHT         | Tamilische Ziffer Acht           |
| U+0BEF (3055) | ௯               | Dezimalziffer                           | links nach rechts           | TAMIL DIGIT NINE          | Tamilische Ziffer Neun           |
| U+0BF0 (3056) | ௰               | anderes Zahlzeichen                     | links nach rechts           | TAMIL NUMBER TEN          | Tamilische Zahl Zehn             |
| U+0BF1 (3057) | ௱               | anderes Zahlzeichen                     | links nach rechts           | TAMIL NUMBER ONE HUNDRED  | Tamilische Zahl Hundert          |
| U+0BF2 (3058) | ௲               | anderes Zahlzeichen                     | links nach rechts           | TAMIL NUMBER ONE THOUSAND | Tamilische Zahl Tausend          |
| U+0BF3 (3059) | ௳               | anderes Symbol                          | anderes neutrales Zeichen   | TAMIL DAY SIGN            | Tamilisches Tageszeichen         |
| U+0BF4 (3060) | ௴               | anderes Symbol                          | anderes neutrales Zeichen   | TAMIL MONTH SIGN          | Tamilisches Monatszeichen        |
| U+0BF5 (3061) | ௵               | anderes Symbol                          | anderes neutrales Zeichen   | TAMIL YEAR SIGN           | Tamilisches Jahreszeichen        |
| U+0BF6 (3062) | ௶               | anderes Symbol                          | anderes neutrales Zeichen   | TAMIL DEBIT SIGN          | Tamilisches Schuldenzeichen      |
| U+0BF7 (3063) | ௷               | anderes Symbol                          | anderes neutrales Zeichen   | TAMIL CREDIT SIGN         | Tamilisches Kreditzeichen        |
| U+0BF8 (3064) | ௸               | anderes Symbol                          | anderes neutrales Zeichen   | TAMIL AS ABOVE SIGN       | Tamilisches Zeichen "Siehe oben" |
| U+0BF9 (3065) | ௹               | Währungssymbol                          | europäisches Schlusszeichen | TAMIL RUPEE SIGN          | Tamilisches Rupiezeichen         |
| U+0BFA (3066) | ௺               | anderes Symbol                          | anderes neutrales Zeichen   | TAMIL NUMBER SIGN         | Tamilisches Nummernzeichen       |